# Prusinovice
Prusinovice är en ort i Tjeckien.   Den ligger i regionen Zlín, i den östra delen av landet, 240 km öster om huvudstaden Prag. Prusinovice ligger 264 meter över havet och antalet invånare är 1 207.
Terrängen runt Prusinovice är platt åt nordväst, men åt sydost är den kuperad. Terrängen runt Prusinovice sluttar västerut.Runt Prusinovice är det ganska tätbefolkat, med 160 invånare per kvadratkilometer. Närmaste större samhälle är Zlín, 18,0 km söder om Prusinovice. Trakten runt Prusinovice består till största delen av jordbruksmark.